# Station Turoszów Kopalnia
Station Turoszów Kopalnia is een spoorwegstation in de Poolse plaats Bogatynia (Turoszów).